# Ambrosio Valero

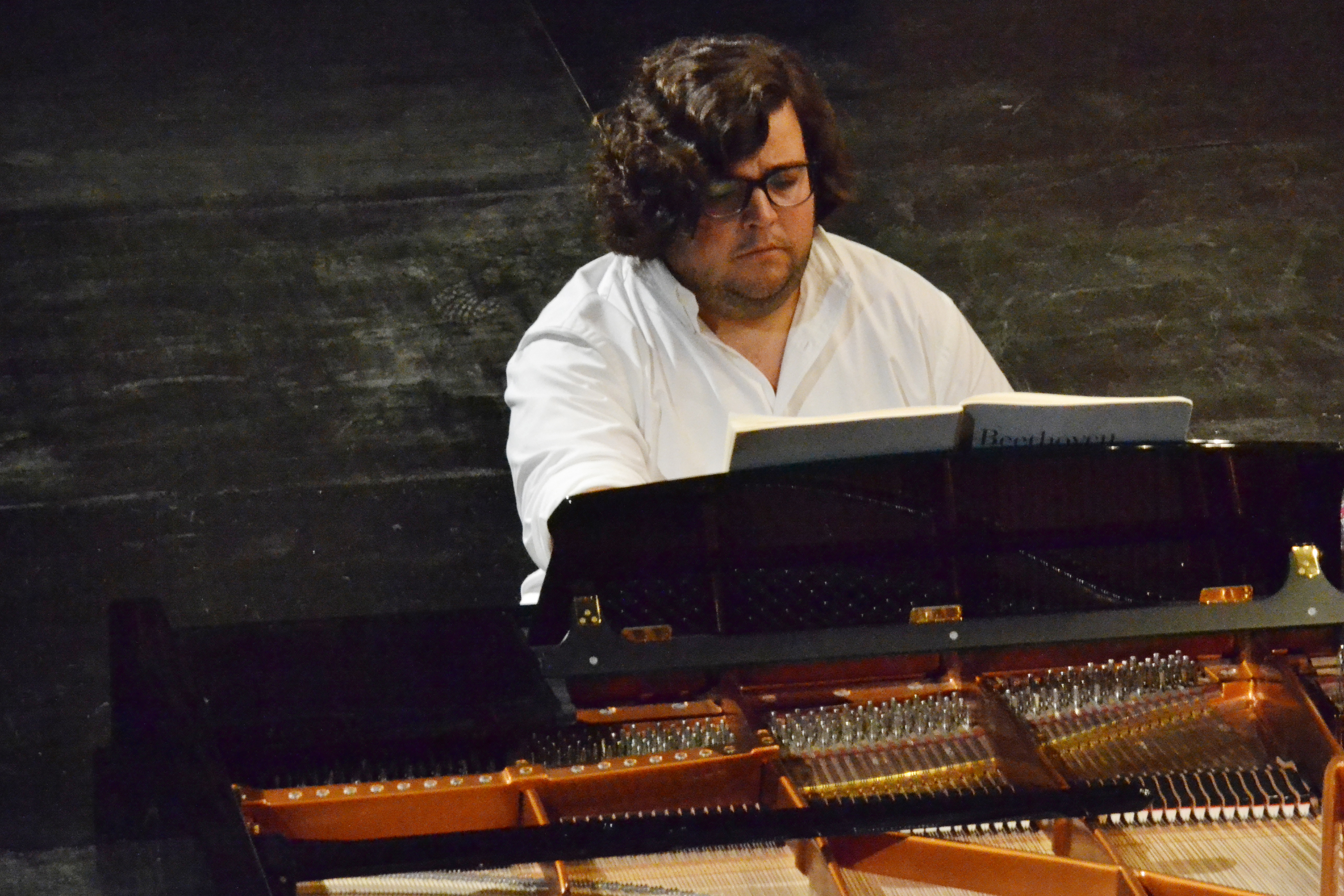
Ambrosio Valero

Ambrosio Valero (* 1984 in Granada) ist ein spanischer Pianist.

## Leben
Ambrosio Valero entstammt einer Musikerfamilie. Er begann im Alter von vier Jahren mit dem Klavierspiel und wurde anfangs von seinem Vater unterrichtet. Sein erstes Konzert gab er mit sieben Jahren. Valero studierte an der Musikhochschule Granada bei José Luis Hidalgo. Künstlerische Anregungen holte er sich durch Konsultationen bei den Pianisten Joaquín Achúcarro, Daniel Barenboim, Jean Phillippe Collard, Christopher Elton, Jorge Luis Prats, Manuel Carra, Antonio Iglesias, Xenia Knorre, Daniel Blumenthal oder Krystyna Makowska. Darüber hinaus war er Student der „International Music Course de Compostela“ sowie der „Internationalen Universität von Andalusien“. Ambrosio Valero hat sein Konzertexamen mit der Bestnote „summa cum laude“ am Royal Conservatory of Music „Victoria Eugenia“ von Granada bei Antonio Sánchez Lucena abgeschlossen.

## Auftritte
Die Konzertaktivitäten von Ambrosio Valero führten ihn auf vier Kontinente. Neben seinen Klavierabenden gastiert er zudem bei Orchestern und Kammermusikensembles. In Spanien und Bulgarien entstanden Aufnahmen für Rundfunk und Fernsehen.

## Auszeichnungen
Ambrosio Valero gewann den 1. Preis im „Solisten-Wettbewerbes der Professional-Conservatory of Music Ángel Barrios in Granada“  und des „Solisten-Wettbewerbes der Royal Conservatory of Music Victoria Eugenia“ in Granada. Er gewann den Staatspreis „Manuel de Falla“ und den „Nationalen Klavierwettbewerb Ciudad de Albacete“, in dem er sämtliche Auszeichnungen erhielt: den 1. Preis, den Preis für die beste Interpretation von Beethovens Musik, den Preis für die beste Interpretation von Chopins Musik und den Preis für die beste Interpretation spanischer Musik. Außerdem erhielt er eine Medaille als Sonderpreis für die beste Interpretation von Mompous Musik und den Sonderpreis für den besten spanischen Pianisten des „International Piano Competition Maria Canals“ in Barcelona.